# Fazilet asszony és lányai
A Fazilet asszony és lányai (eredeti cím: Fazilet Hanım ve Kızları) egy 2017 és 2018 között vetített török televíziós sorozat, amelynek főszereplői Nazan Kesal, Deniz Baysal és Afra Saraçoğlu.
Törökországban 2017. március 25-től 2018. június 9-ig sugározta a Star TV. Magyarországon 2022 február 4-én tűzte műsorra a  TV2. 2022. szeptember 19-én a sorozat sugárzása a Tények című hírműsor II. Erzsébet brit királynő temetési szertartását közvetítő különkiadása miatt elmaradt. 2022. október 13-án adták le az utolsó epizódot.

## Rövid cselekmény
Fazilet, egy özvegy pénzéhes asszony, aki két lánynak az anyja: Hazannak és Ece-nek. A lányok nem tudnak megbirkozni anyjuk pénzéhességével; Ece-t viszi mindenféle szerepre, modellkedésre, Hazannak meg egy edzőteremben kell besegíteni. Egy nap az Egemen család Törökország legszebb lányát akarja reklámnak, ami fontos, hogy ismeretlen legyen. A lánykeresést az Egemen család legpimaszabb, leggyerekesebb tagja kapja, Sinan a nagy szoknyapecér, akivel televannak a bulvárlapok. Ece pasijával kitervelnek egy dolgot, egy egybeesés folytán, hogy Fazilet legyen a házvezető-helyettes az Egemen-villában. A dolgok végül  nem úgy alakultak, ahogyan tervezték.

## Szereplők
| Színész           | Karakter                     | Magyar hang       |
| ----------------- | ---------------------------- | ----------------- |
| Nazan Kesal       | Fazilet Çamkıran             | Vándor Éva        |
| Deniz Baysal      | Hazan Çamkıran Egemen Yıldız | Gáspár Kata       |
| Afra Saraçoğlu    | Ece Çamkıran                 | Csifó Dorina      |
| Çağlar Ertuğrul   | Yağız Egemen/Mehmet Yıldız   | Papp Dániel       |
| Alp Navruz        | Sinan Egemen                 | Szabó Máté        |
| Mahir Günşiray    | Hazım Egemen                 | Kőszegi Ákos      |
| Tolga Güleç       | Gökhan Egemen                | Turi Bálint       |
| Hazal Türesan     | Yasemin Egemen               | Solecki Janka     |
| İdris Nebi Taşkan | Yasin Demirkol               | Czető Roland      |
| Tuğba Melis Türk  | Nil                          | Sallai Nóra       |
| Ecem Baltacı      | Selin Egemen                 | Nagy Blanka       |
| Gülsen Tuncer     | Güzide Egemen                | Halász Aranka     |
| Türkan Kılıç      | Kerime Yıldız                | Farkasinszky Edit |
| Zerrin Nişancı    | Sevinç Egemen                | Ősi Ildikó        |
| Sevinç Erol       | Şükriye Demirkol             | Kiss Erika        |
| Esra Ergün        | Gülten                       | Kokas Piroska     |
| Demet Genç        | Binnaz                       |                   |

## Évados áttekintés
| Évad | Évad | Epizódok | Epizódok | Eredeti sugárzás    | Eredeti sugárzás | Eredeti sugárzás  | Magyar sugárzás   | Magyar sugárzás   | Magyar sugárzás |
| Évad | Évad | Török    | Magyar   | Évadpremier         | Évadfinálé       | Eredeti adó       | Évadpremier       | Évadfinálé        | Magyar adó      |
| ---- | ---- | -------- | -------- | ------------------- | ---------------- | ----------------- | ----------------- | ----------------- | --------------- |
|      | 1.   | 13       | 51       | 2017. március 25.   | 2017. június 17. |                   | 2022. február 4.  | 2022. április 21. |                 |
|      | 2.   | 37       | 123      | 2017. szeptember 9. | 2018. június 9.  | 2022. április 22. | 2022. október 13. |                   |                 |